# Vergogna (romanzo)
Vergogna (Disgrace) è un romanzo di J. M. Coetzee, premio Nobel 2003, pubblicato nel 1999; in Italia è stato pubblicato dalla casa editrice Einaudi nel 2000, con traduzione di Gaspare Bona. Grazie a questo romanzo l'autore si è aggiudicato il Booker Prize per la seconda volta. Il romanzo è anche stato scelto, in occasione del quarantesimo anniversario di fondazione del premio, tra i finalisti del premio Best of the Booker.

## Trama
Il protagonista, David Lurie, insegna scienze della comunicazione alla Cape Town University, è stato sposato e divorziato per due volte, ha una figlia con la quale non ha rapporti e conduce la sua vita all'insegna di un'irresponsabilità adolescenziale e gaudente, accompagnata dall'immancabile presenza di eros. Sarà proprio questo suo comportamento, dominato da un'instancabile curiosità sessuale, a causare la disgrace, a portarlo a scontrarsi con l'ambiente ipocrita che lo circonda, a costringerlo a lasciare l'università.
David, accusato di molestie sessuali da Melanie, una sua allieva, giudicato da quello che sembra un tribunale d'inquisizione governato dal politically correct, suoi stessi colleghi, che altro non desidera se non una sua umiliante confessione, decide di andarsene.
Lasciata la città, non da vittima, David va a stare dalla figlia, Lucy, che abita in campagna, lontana dalla metropoli, dalla vita civilizzata alla quale era abituato. Così piomba in un mondo inospitale, in un orizzonte crudo ed ancestrale in cui bisogna lottare per la sopravvivenza, in cui il darwinismo sociale si manifesta in tutta la sua drammatica violenza. Lucy è da sola, in un mondo di uomini, a lottare per una fattoria circondata da terra aspra ed infeconda, a badare ai suoi cani, e non chiede aiuto, non ha bisogno di David, di suo padre. È la sua sfida con il mondo, è un primordiale bisogno di lotta, e vuole combattere da sola, come ha sempre fatto.
David deve adattarsi e cerca di aiutare come può, assistendo una veterinaria, coltivando la terra, assecondando Lucy nelle sue scelte. Sono lontane le sue abitudini, ormai, i sonetti shakespeariani e le poesie di Wordsworth e persino il suo Byron ha perso significato, con i suoi amori, con i suoi versi così adatti al corteggiamento, che lì sono semplicemente inutili. Ma sono altri fatti a sconvolgerlo, a infierire su di lui e sul suo corpo, come sulla figlia, a marchiarli per sempre. Ma la 'disgrace' è anche l'occasione per ricominciare, sia per Lucy che per David, da un ground zero 'with nothing' 'like a dog'.

## Adattamenti
- Disgrace, regia di Steve Jacobs (2008), con Eriq Ebouaney e John Malkovich

## Edizioni italiane
- J. M. Coetzee, Vergogna, traduzione di Gaspare Bona, collana "Supercoralli", Einaudi, 2000,  p. 234, ISBN 978-88-06-15547-6.
- J. M. Coetzee, Vergogna, traduzione di Gaspare Bona, collana "ET" n. 965 e n. 1178; collana "Super ET", Einaudi, 2002,  p. 229, ISBN 88-06-16298-5.
- J. M. Coetzee, Vergogna, traduzione di Gaspare Bona, collana "Numeri primi", Einaudi, 2012,  p. 293, ISBN 978-88-6621-327-7.